# アウトサイダー (2018年の映画)
『アウトサイダー』（原題: The Outsider）は、2018年のアメリカ合衆国の映画。アンドリュー・ボールドウィン脚本によるNetflixのオリジナル作品。終戦後の日本を舞台に、大阪のヤクザ社会で生きていく元米兵のアメリカ人を描く。
マーチン・サントフリート監督、ジャレッド・レト主演。全編日本ロケで撮影され、日本からは浅野忠信、椎名桔平、忽那汐里、田中泯、大森南朋などが出演。

## あらすじ
元アメリカ軍のニックは、軍を脱走後、日本の刑務所に収監されていた。しかしある日、脱走を図ろうとする清という男を助けたことにより、釈放後に清の導きのもと大阪の白松組の世話を受け、後に正式な組員となりアメリカ人でありながらヤクザの道を進んでいく。
しかし、清の幼馴染で白松組組員のオロチがかねてから小競り合いを繰り返していた神戸の勢津会との手打ちを勧め始めると、白松組の組長である秋弘はそれを拒否。ニックは、両組織の抗争に本格的に巻き込まれる。

## キャスト
- ニック・ロウェル - ジャレッド・レト
- 清 - 浅野忠信
- オロチ - 椎名桔平
- 美由 - 忽那汐里
- 白松秋弘 - 田中泯
- ポール・バウアーズ　- エミール・ハーシュ
- アントニー・パネッティ - ロリー・コクレーン
- タケシ - YOUNG DAIS
- サトル - HIRO
- コウ - 奥野瑛太
- エイイチ - 地曵豪
- ケンタロウ - 三浦誠己
- バンジョー - 清水尋也
- リョウ - 淵上泰史
- 白松組組員 - 冨永竜
- 白松組組員 - 聡太郎
- 勢津ヒロミツ - 大森南朋
- 刑務所長 - 菅田俊
- 米軍兵士 - ド・ランクザン望
- 中盆 - 木村圭作

## 制作

### キャスティング
当初、マイケル・ファスベンダー出演、ダニエル・エスピノーサ監督で制作が進んでいたが実現には至らず、後にトム・ハーディ出演、三池崇史監督という企画となったが、こちらも両者ともに降板した。ジャレッド・レトの出演は2016年4月に告知され、浅野忠信は5月に告知となった。

### 撮影
クランクインは都内。2016年10月より福岡県北九州市のロケ撮影実施、北九州フィルムコミッションの協力のもと門司港、旦過市場、大正町商店街、戸畑区の倉庫などにて撮影が行われた。クランクアップは兵庫県神戸市。

## 公開
2018年3月9日に、Netflixで公開された。